# Palau-del-Vidre
Palau-del-Vidre er en by og kommune i departementet Pyrénées-Orientales i Sydfrankrig. Palau-del-Vidre ligger i det gamle landskab Roussillon, som er den franske del af Catalonien.
Palau afholder hvert år en festival for glasblæsning.

## Geografi
Palau-del-Vidre ligger på Roussillons store sletteområde.
Mod vest ligger Ortaffa (4 km), mod nord Elne (7 km) og mod syd ligger Saint-André (3 km). Kommunens nordgrænse mod Elne udgøres af floden Tech.

## Navn
Byen nævnes første gang i det 9. århundrede under navnet Palacio Rodegario – Rogers Palads. Senere tilføjedes del-Vidre, som betyder glas på catalansk, da byen var centrum for glasfremstilling.

## Historie
Byen har været beboet siden Visigoterne. I Middelalderen blev Palau overtaget af Tempelridderne fra Mas Deu. Da ordenen lukkede i 1314 blev Palau overtaget af Johanniterordenen. Fra det 13. århundrede har glasfremstilling fundet sted i byen. Glasfremstilling var en vigtig indtægtskilde for byen indtil det 18. århundrede, men herefter gik det tilbage og i starten af det 19. århundrede var den næsten forsvundet. I nyere tid har man forsøgt at genoplive traditionen.

## Demografi

### Udvikling i folketal
| 1962                                                              | 1968  | 1975  | 1982  | 1990  | 1999  | 2007  | 2013  | 2017  |
| ----------------------------------------------------------------- | ----- | ----- | ----- | ----- | ----- | ----- | ----- | ----- |
| 1.238                                                             | 1.330 | 1.417 | 1.738 | 2.004 | 2.117 | 2.607 | 3.153 | 3.142 |
| Tal fra og med 1962 er uden dobbelttælling (sans doubles comptes) |       |       |       |       |       |       |       |       |